# Aerials
Aerials è un singolo del gruppo musicale statunitense System of a Down, pubblicato il 6 agosto 2002 come terzo estratto dal secondo album in studio Toxicity.

## Descrizione
Traccia conclusiva di Toxicity, Aerials è stata composta in tonalità di do minore. Shavo Odadjian e Daron Malakian hanno detto che il brano non è stato composto per avere un particolare significato. Comunque, in un'intervista, Malakian dichiarò che il brano vuole interrogarsi su come un bambino disabile può vedere un trapezista e rimanerne affascinato, mentre le altre persone normali camminano tranquille e non si interessano dell'artista. Quindi Aerials vuole parlare di come sono differenti i punti di vista a seconda delle diverse circostanze.

### Cover
Una cover della canzone venne realizzata dal gruppo musicale svedese Amon Amarth, presente come traccia bonus della versione iTunes del loro ottavo album in studio Surtur Rising.

## Tracce
CD promozionale (Australia, Germania, Regno Unito, Stati Uniti)
1. Aerials – 3:57 (testo: Serj Tankian, Daron Malakian – musica: Daron Malakian)

CD singolo (Australia)
1. Aerials – 3:58 (testo: Serj Tankian, Daron Malakian – musica: Daron Malakian)
2. Toxicity (Live Version) – 4:41 (testo: Serj Tankian – musica: Shavo Odadjian, Daron Malakian)
3. P.L.U.C.K. (Live) – 3:40 (testo: Serj Tankian – musica: Daron Malakian)

CD maxi-singolo (Germania)
1. Aerials – 3:58 (testo: Serj Tankian, Daron Malakian – musica: Daron Malakian)
2. Toxicity (Live) – 4:47 (testo: Serj Tankian – musica: Shavo Odadjian, Daron Malakian)
3. Sugar (Live) – 4:04 (testo: Serj Tankian – musica: Shavo Odadjian, Daron Malakian)
4. P.L.U.C.K. (Live) – 4:07 (testo: Serj Tankian – musica: Daron Malakian)
5. Aerials (Live Video/DVD Version) (testo: Serj Tankian, Daron Malakian – musica: Daron Malakian)

CD singolo (Regno Unito – parte 1)
1. Aerials – 3:58 (testo: Serj Tankian, Daron Malakian – musica: Daron Malakian)
2. Toxicity (Live) – 4:51 (testo: Serj Tankian – musica: Shavo Odadjian, Daron Malakian)
3. P.L.U.C.K. (Live) – 4:09 (testo: Serj Tankian – musica: Daron Malakian)
4. Aerials (Video) – 4:03 (testo: Serj Tankian, Daron Malakian – musica: Daron Malakian)

CD singolo (Regno Unito – parte 2)
1. Aerials – 3:58 (testo: Serj Tankian, Daron Malakian – musica: Daron Malakian)
2. Streamline (Album Version) – 3:39 (testo: Serj Tankian – musica: Serj Tankian, Daron Malakian)
3. Sugar (Live) – 4:07 (testo: Serj Tankian – musica: Shavo Odadjian, Daron Malakian)

7" (Stati Uniti)
- Lato A

1. Aerials – 3:59 (testo: Serj Tankian, Daron Malakian – musica: Daron Malakian)

- Lato B

1. Snowblind (Album Version) – 4:40 (Ozzy Osbourne, Tony Iommi, Geezer Butler, Bill Ward) – originariamente interpretata dai Black Sabbath

## Formazione
Gruppo
- Serj Tankian – voce, tastiera, composizione strumenti ad arco
- Daron Malakian – chitarra, cori
- Shavo Odadjian – basso
- John Dolmayan – batteria

Altri musicisti
- Rick Rubin – pianoforte aggiuntivo
- Marc Mann – composizione aggiuntiva strumenti ad arco, arrangiamento e conduzione

Produzione
- Rick Rubin – produzione
- Daron Malakian – produzione
- David Schiffman – ingegneria del suono
- Greg Collins e Darren Mora – ingegneria del suono aggiuntiva
- Andy Wallace – missaggio
- Eddie Schreyer – mastering

## Classifiche
| Classifica (2002)             | Posizione massima |
| ----------------------------- | ----------------- |
| Australia                     | 36                |
| Germania                      | 80                |
| Regno Unito                   | 34                |
| Stati Uniti                   | 55                |
| Stati Uniti (alternative)     | 1                 |
| Stati Uniti (mainstream rock) | 1                 |